# Мыс (Косинский район)
Мыс — деревня в Косинском районе Пермского края. Входит в состав Косинского сельского поселения. Располагается севернее районного центра, села Коса. Расстояние до районного центра составляет 21 км. По данным Всероссийской переписи населения 2010 года, в деревне проживало 104 человека (53 мужчины и 51 женщина).

## История
До Октябрьской революции населённый пункт Мыс входил в состав Косинской волости, а в 1927 году — в состав Порошевского сельсовета. По данным переписи населения 1926 года, в деревне насчитывалось 22 хозяйства, проживало 133 человека (62 мужчины и 71 женщина). Преобладающая национальность — русские. Действовала школа первой ступени.
По данным на 1 июля 1963 года, в деревне проживало 102 человека. Населённый пункт входил в состав Порошевского сельсовета.